# Бессак (Шаранта)
Бесса́к (фр. Bessac) — коммуна во Франции, находится в регионе Пуату — Шаранта. Департамент — Шаранта. Входит в состав кантона Бланзак-Поршрес. Округ коммуны — Ангулем.
Код INSEE коммуны — 16041.
Коммуна расположена приблизительно в 430 км к юго-западу от Парижа, в 135 км южнее Пуатье, в 28 км к юго-западу от Ангулема.

## Население
Население коммуны на 2008 год составляло 126 человек.
| 1962 | 1968 | 1975 | 1982 | 1990 | 1999 | 2008 |
| ---- | ---- | ---- | ---- | ---- | ---- | ---- |
| 213  | 189  | 152  | 147  | 139  | 131  | 126  |

## Экономика
В 2007 году среди 75 человек в трудоспособном возрасте (15—64 лет) 54 были экономически активными, 21 — неактивными (показатель активности — 72,0 %, в 1999 году было 64,9 %). Из 54 активных работали 49 человек (24 мужчины и 25 женщин), безработных было 5 (3 мужчин и 2 женщины). Среди 21 неактивных 5 человек были учениками или студентами, 10 — пенсионерами, 6 были неактивными по другим причинам.

## Достопримечательности
- Мельница (1791 год), одна из наиболее хорошо сохранившихся в Шаранте. Памятник истории с 2002 года.[3]
- Укреплённая церковь Св. Иоанна Крестителя.

## Фотогалерея

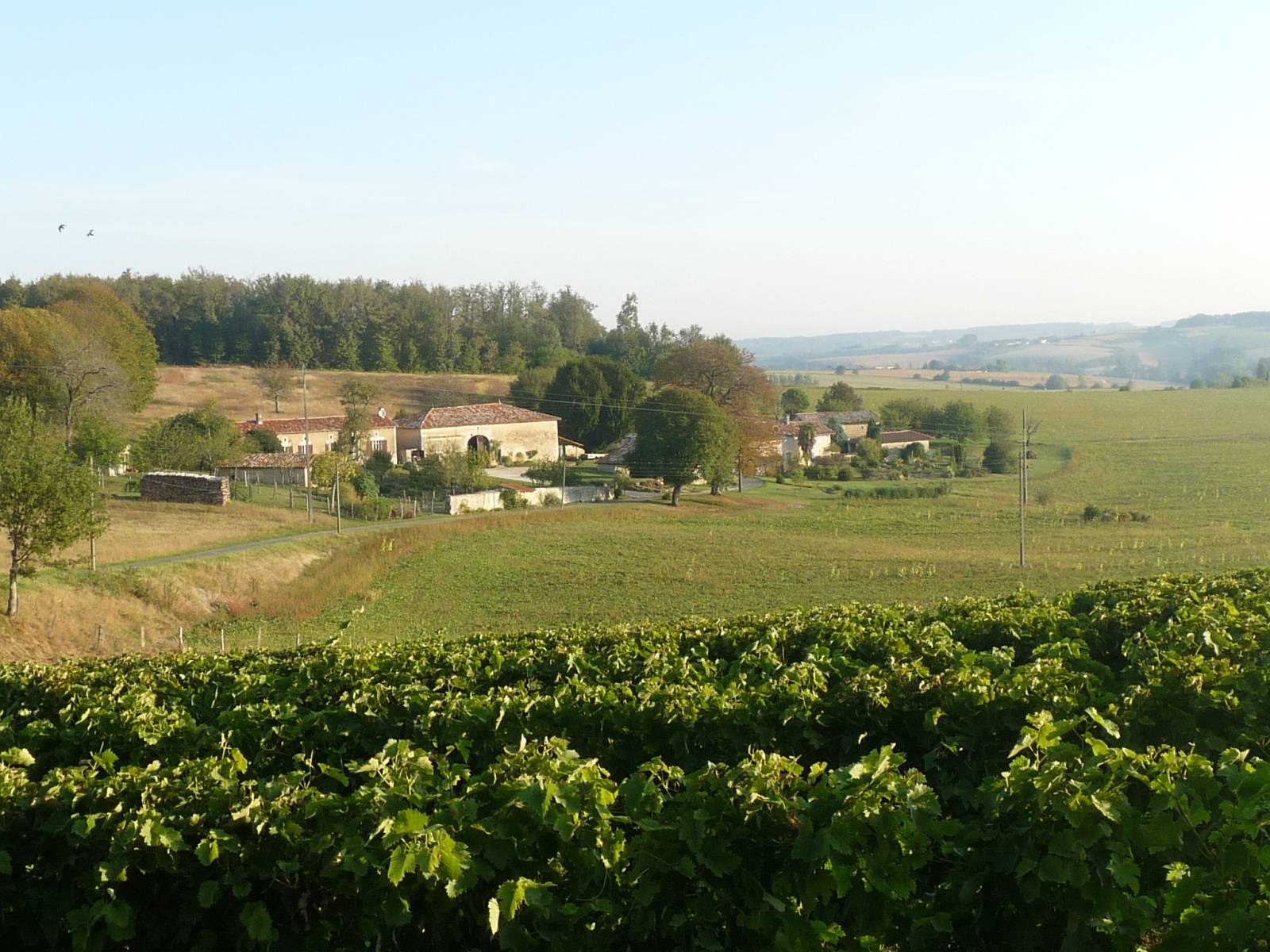
Бессак
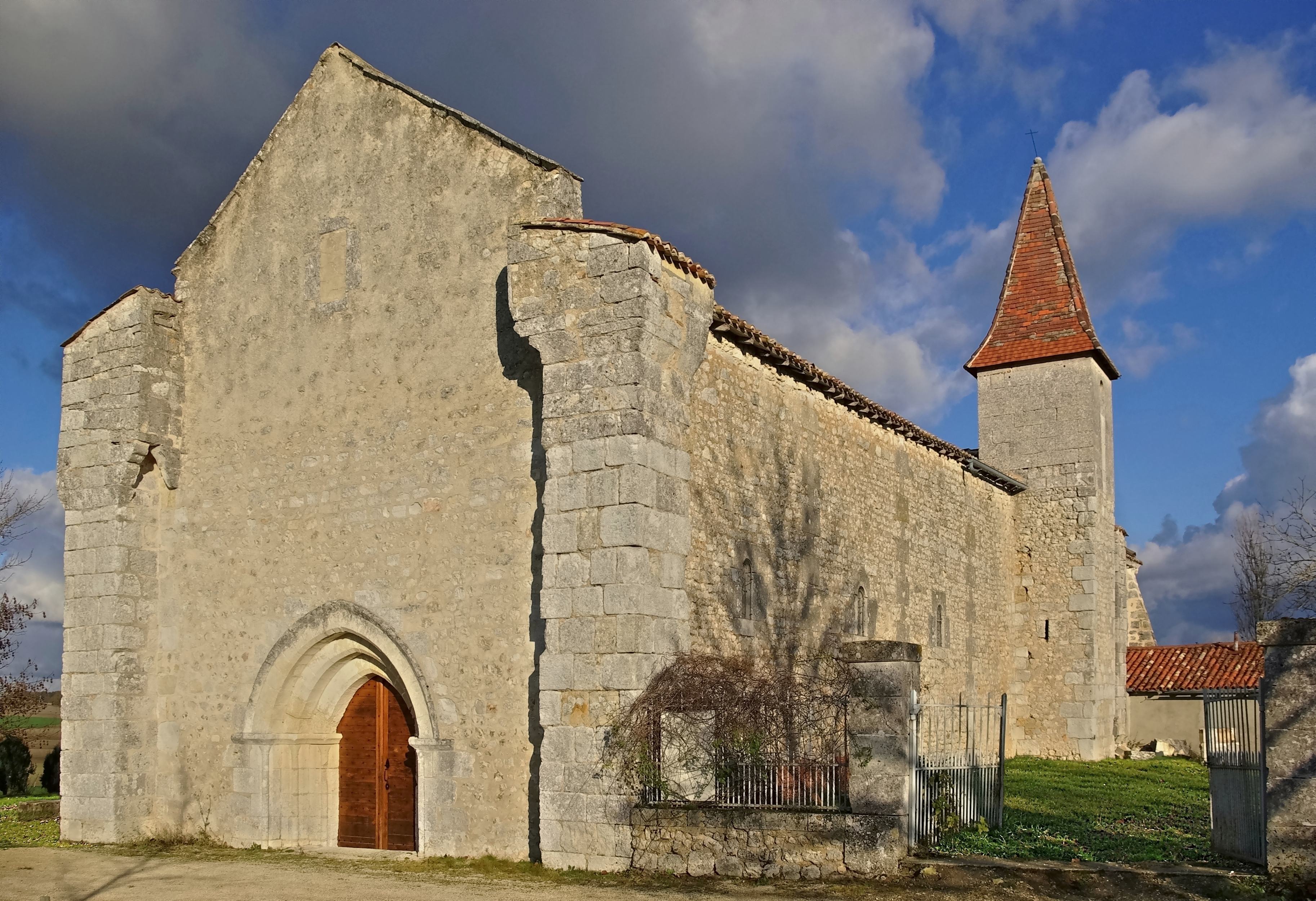
Церковь Св. Иоанна Крестителя
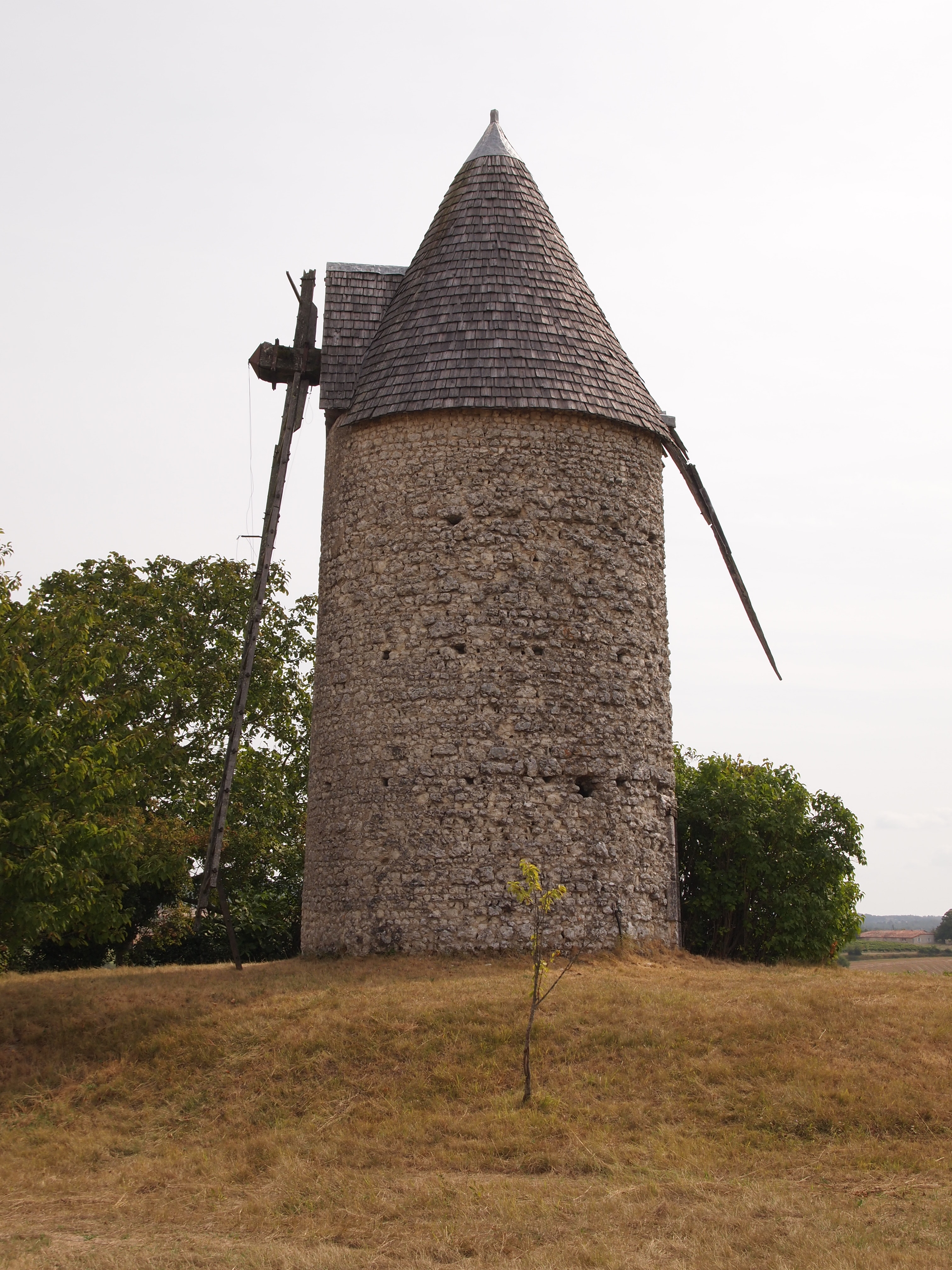
Мельница
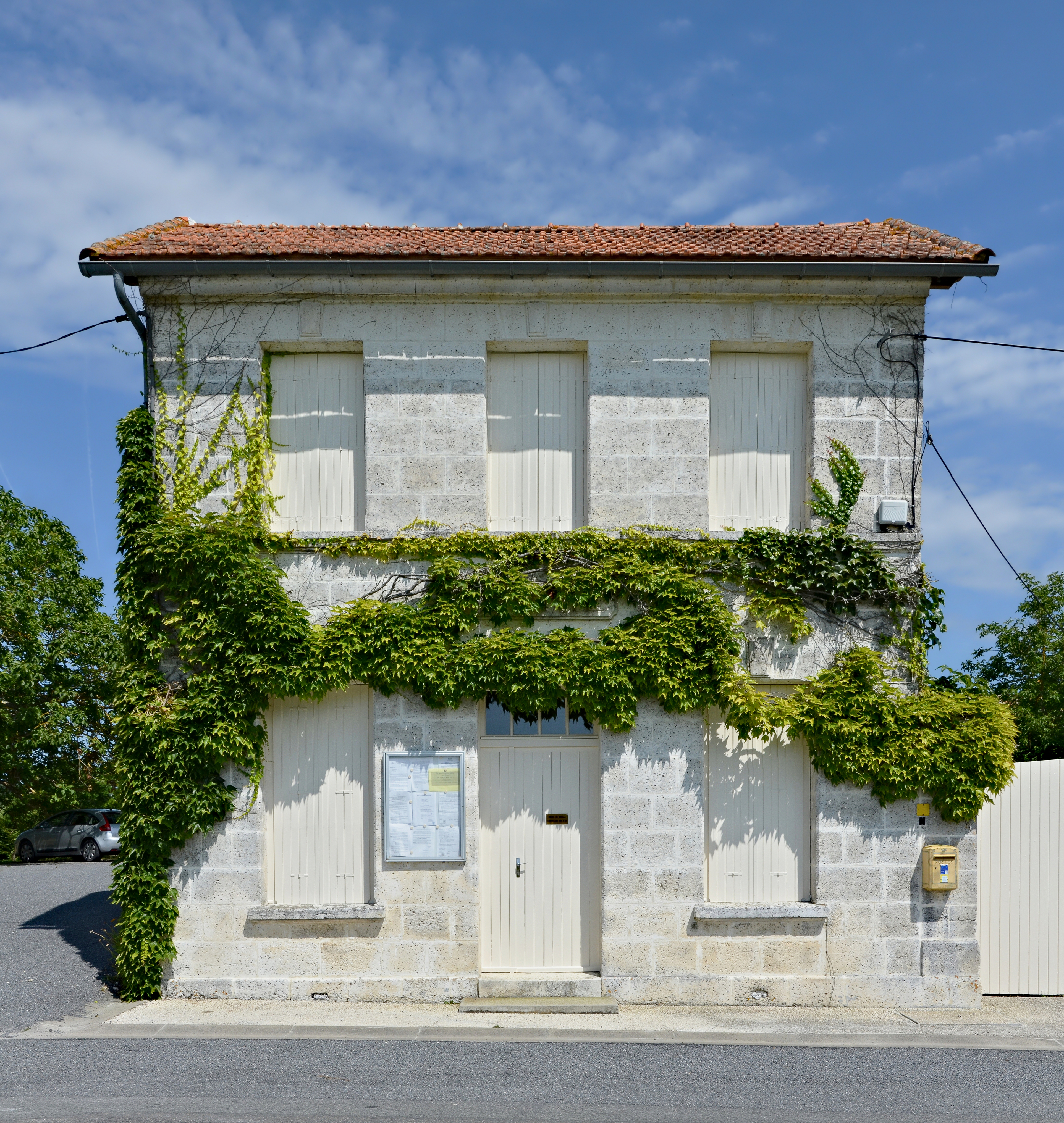
Мэрия